# Zappa confluentus
Zappa confluentus (лат.) — вид лучепёрых рыб, единственный в составе рода Zappa из семейства Оксудерковые (подсемейство Oxudercinae, Oxudercidae). Остров Новая Гвинея: Папуа — Новая Гвинея. Вид назван в честь американского рок-музыканта Фрэнка Заппы (1940—1993).

## Описание
Мелкая амфидромная рыба, внешне сходная с илистыми прыгунами. Максимальная длина 60 мм (голотип был около 4 см). Обитают в основном на приливных илистых отмелях, прилегающих к мутным, солоноватым рекам; роет неглубокие норы в иле. Основной цвет рыб тёмно-серый или зеленоватый на спине, бледно-серый на боках и брюшной стороне; пигментация отсутствует вокруг анального плавника; нерегулярные тёмные пятна и косые тёмные полосы по бокам с шевронным тёмным рисунком, который очерчивает боковые миотомы; спинной, анальный и хвостовой плавники прозрачные; грудные и брюшные плавники с красноватыми лучами.

## Классификация и распространение
Вид Zappa confluentus был впервые описан в 1978 году американским ихтиологом Тайсоном Р. Робертсом (Roberts T. R., 1978) под названием Pseudapocryptes confluentus. Места распространения: реки Флай, Раму и Bintuni River (Папуа — Новая Гвинея, остров Новая Гвинея). В 1989 году исследователь Эдвард Мёрди изучал систематику илистых прыгунов и заметил существенные морфологические различия между этими рыбами и другими Pseudapocryptes, в результате чего вид был выделен в монотипический род Zappa.

## Этимология
Род Zappa назван в честь американского рок-музыканта Фрэнка Заппы (1940—1993) «за его красноречивую и проницательную защиту Первой поправки к Конституции США». Название вида Z. confluentus происходит от слова «confluentus», которое на латыни означает «связанный», что относится к соединению спинного и анального плавников с хвостовым плавником.